# تشارلز بايبر سميث
تشارلز بايبر سميث (بالإنجليزية: Charles Piper Smith)‏ هو عالم نبات أمريكي، ولد في 25 أبريل 1877 في سانت كاثرينز في كندا، وتوفي في 6 يناير 1955.